# Livio Pentimalli
Livio Pentimalli (Roma, 11 febbraio 1921 – Tobruch, 21 giugno 1942) è stato un militare italiano insignito della medaglia d'oro al valor militare alla memoria nel corso della seconda guerra mondiale.

## Biografia
Nacque a Roma nel 1921, all'interno di una famiglia di antiche tradizioni militari, figlio di Natale e Elisa De Pinedo. Qui frequentò il Liceo Torquato Tasso e fu allievo del celebre critico letterario Pietro Vetro.
Il 1º settembre 1940 si arruolò nel Regio Esercito e fu ammesso a frequentare il corso allievi ufficiali di complemento della specialità carristi presso la Scuola di Bologna, conseguendo la nomina a sottotenente il 10 marzo 1941. Assegnato al 4º Reggimento carristi in Roma, e trattenuto in servizio a domanda, fu destinato al 133º Reggimento carri mobilitato allora di stanza in Africa Settentrionale Italiana. Raggiunto il reggimento, ed assegnato all'XI Battaglione carri M13/40 assegnato di rinforzo alla 101ª Divisione motorizzata "Trieste", partecipava alla offensiva della primavera del 1942 segnalandosi a Bir-Hacheim e ad Ain el Gazala al comando del III plotone della 1ª Compagnia. Cadde in combattimento vicino a Tobruch il 21 giugno 1942, e fu successivamente decorato con la medaglia d'oro al valor militare alla memoria. Iscritto nella facoltà di scienze politiche presso l'Università di Roma,  dopo la sua morte gli venne concessa la laurea "ad honorem".
Alla sua memoria è stata composta un'epigrafe proprio da Pietro Vetro, in precedenza suo docente di liceo.